# Nicholas Paul
Nicholas Paul (Gasparillo, 23 de septiembre de 1998) es un deportista trinitense que compite en ciclismo en la modalidad de pista.
Ganó dos medallas de plata en el Campeonato Mundial de Ciclismo en Pista, en los años 2021 y 2023, y tres medallas en los Juegos Panamericanos, oro en 2019 y oro y plata en 2023.
Participó en los Juegos Olímpicos de Tokio 2020, ocupando el sexto lugar en la prueba de velocidad individual.

## Medallero internacional
| Campeonato Mundial   | Campeonato Mundial    | Campeonato Mundial | Campeonato Mundial   |
| Año                  | Lugar                 | Medalla            | Competición          |
| -------------------- | --------------------- | ------------------ | -------------------- |
| 2021                 | Roubaix (Francia)     | Medalla de plata   | 1 km contrarreloj    |
| 2023                 | Glasgow (Reino Unido) | Medalla de plata   | Velocidad individual |
| Juegos Panamericanos |                       |                    |                      |
| Año                  | Lugar                 | Medalla            | Competición          |
| 2019                 | Lima (Perú)           | Medalla de oro     | Velocidad            |
| 2023                 | Santiago (Chile)      | Medalla de oro     | Velocidad            |
| 2023                 | Santiago (Chile)      | Medalla de plata   | Keirin               |